# 張鐸 (嘉靖丙戌進士)
張鐸（？—？），字邦敷，号西林，山西壺關縣人，明朝政治人物、同進士出身。張鎮弟。

## 生平
嘉靖四年（1525年）乙酉科山西鄉試舉人，五年（1526年），联登丙戌科进士，選翰林院庶吉士，授陕西三原县知县，擢兵部郎中，出为浙江湖州府知府，著有《西林稿》、《警心要言》、《全唐律诗》。